# Бердянська затока
Бердя́нська зато́ка — затока Азовського моря, у Приморському та Бердянському районах Запорізької області.

## Розташування
Розташована на північному узбережжі моря, між косами Бердянською і Обитічною; відстань між кінцівками кіс становить 47 км.
На східному краї затоки біля середньої частини Бердянської коси існує острів Малий Дзендзик; на кінці коси в море вдається півострів Великий Дзендзик. Великий і Малий Дзендзики відокремлюють від решти затоки маленькі затишні бухти, придатні для стоянки невеликих рибальських суден; зі сходу та півдня ці бухти закриває від моря коса.
На берегах затоки розташовані кілька населених пунктів, у тому числі два міста: Приморськ на північному заході і Бердянськ на північному сході та сході.
У Бердянську працює значний морський порт, до якого по дну затоки прорито судноплавний канал; також на узбережжі існує декілька пристаней.

## Опис
Глибина моря в затоці переважно від 4 до 8 м. У східній частині затоки підйом дна до берега рівномірний; на заході дно нерівне, з численними банками та обмілинами і з глибинами менше 5 м. Температура води влітку +22, +30, взимку від 0 до −0,3. Солоність 12—13,5‰.
Взимку затока замерзає, при цьому протягом зими вона може декілька разів звільнятися від криги та замерзати знову.
До затоки впадає річка Куца Бердянка.